# Ian Burgess
Ian John Burgess (ur. 6 lipca 1930 w Londynie, zm. 19 maja 2012 w Harrow w Londynie) – były brytyjski kierowca wyścigowy. 
Rozpoczął ściganie się w 1950 roku. Później rywalizował w Formule 2. Uczestniczył w wyścigach Formuły 1 w latach 1958–1963. Po zakończeniu kariery wyścigowej był inżynierem. Został skazany na 10 lat pozbawienia wolności za handel narkotykami. Mieszkał w Londynie.

## Wyniki w Formule 1
| Legenda oznaczeń w tabelach wyników Wyświetl szablon na nowej stronie | Legenda oznaczeń w tabelach wyników Wyświetl szablon na nowej stronie                                                                     |
| Oznaczenie                                                            | Wyjaśnienie |
| --------------------------------------------------------------------- | --- |
| Złoty                                                                 | Zwycięzca lub mistrzostwo |
| Srebrny                                                               | 2. miejsce lub wicemistrzostwo |
| Brązowy                                                               | 3. miejsce lub II wicemistrzostwo |
| Zielony                                                               | Ukończył, punktował (w klasyfikacji generalnej, gdy zdobył co najmniej jeden punkt na przestrzeni sezonu, poza trzema powyższymi opcjami) |
| Niebieski                                                             | Ukończył, nie punktował (w klasyfikacji generalnej, gdy nie zdobył co najmniej jednego punktu na przestrzeni sezonu)                      |
| Czerwony                                                              | Nie zakwalifikował się (NZ) |
| Czerwony                                                              | Nie prekwalifikował się (NPK) |
| Różowy                                                                | Nie ukończył (NU) |
| Różowy                                                                | Niesklasyfikowany (NS) (w klasyfikacji generalnej, gdy nie został sklasyfikowany w żadnym wyścigu sezonu)                                 |
| Czarny                                                                | Zdyskwalifikowany (DK) |
| Czarny                                                                | Wykluczony (WYK/EX) |
| Biały                                                                 | Nie wystartował (NW) |
| Biały                                                                 | Kontuzjowany (K/INJ) |
| Biały                                                                 | Wyścig odwołany (OD/C) |
| Bez koloru                                                            | Został wycofany (WYC/WD) |
| Bez koloru                                                            | Nie przybył (NP/DNA) |
| Bez koloru                                                            | Nie brał udziału w treningach (NT/DNP) |
| Bez koloru                                                            | Nie został zgłoszony (–) |
| Pogrubienie                                                           | Start z pole position |
| Kursywa                                                               | Najszybsze okrążenie wyścigu |
| †                                                                     | Nie ukończył, ale jego rezultat został zaliczony ze względu na przejechanie więcej niż 90% dystansu wyścigu.                              |
| *                                                                     | Sezon w trakcie |
| 1/2/3                                                                 | Punktowana pozycja w sprincie kwalifikacyjnym                                                                                             |
| Lista systemów punktacji Formuły 1                                    | |

| Rok  | Zespół                      | Samochód                 | Silnik      | Wyniki w poszczególnych eliminacjach | Wyniki w poszczególnych eliminacjach | Wyniki w poszczególnych eliminacjach | Wyniki w poszczególnych eliminacjach | Wyniki w poszczególnych eliminacjach | Wyniki w poszczególnych eliminacjach | Wyniki w poszczególnych eliminacjach | Wyniki w poszczególnych eliminacjach | Wyniki w poszczególnych eliminacjach | Wyniki w poszczególnych eliminacjach | Wyniki w poszczególnych eliminacjach | Pkt. | Msc. |
| ---- | --------------------------- | ------------------------ | ----------- | ------------------------------------ | ------------------------------------ | ------------------------------------ | ------------------------------------ | ------------------------------------ | ------------------------------------ | ------------------------------------ | ------------------------------------ | ------------------------------------ | ------------------------------------ | ------------------------------------ | ---- | ---- |
| 1958 | Cooper Car Co               | Cooper T45               | Climax R4   | ARG -                                | MCO -                                | NLD -                                | 500 -                                | BEL -                                | FRA -                                | GBR NU                               |                                      |                                      |                                      |                                      | 0    | NS   |
| 1958 | High Efficiency Motors      | Cooper T43               | Climax R4   |                                      |                                      |                                      |                                      |                                      |                                      |                                      | DEU 7                                | PRT -                                | ITA -                                | MOR -                                | 0    | NS   |
| 1959 | Scuderia Centro Sud         | Cooper T51               | Maserati R4 | MCO -                                | 500 -                                | NLD -                                | FRA NU                               | GBR NU                               | DEU 6                                | PRT -                                | ITA 14                               | USA -                                |                                      |                                      | 0    | 22   |
| 1960 | Scuderia Centro Sud         | Cooper Cooper T51        | Maserati R4 | ARG -                                | MCO NZ                               | 500 -                                | NLD -                                | BEL -                                | FRA 10                               | GBR NU                               | PRT -                                | ITA -                                | USA NU                               |                                      | 0    | 41   |
| 1961 | Camoradi International      | Lotus 18                 | Climax R4   | MCO -                                | NLD NW                               | BEL NZ                               | FRA 14                               | GBR 14                               |                                      |                                      |                                      |                                      |                                      |                                      | 0    | 31   |
| 1961 | Camoradi International      | Cooper T53               | Climax R4   |                                      |                                      |                                      |                                      |                                      | DEU 12                               | ITA -                                | USA -                                |                                      |                                      |                                      | 0    | 31   |
| 1962 | Anglo American Equipe       | Aiden-Cooper T59 Special | Climax R4   | NLD -                                | MCO -                                | BEL -                                | FRA -                                | GBR 12                               | DEU 11                               | ITA NZ                               | USA -                                | ZAF -                                |                                      |                                      | 0    | 30   |
| 1963 | Scirocco Powell Racing Cars | Scirocco 02              | BRM V8      | MCO -                                | BEL -                                | NLD -                                | FRA -                                | GBR NU                               | DEU NU                               | ITA -                                | USA -                                | MEX -                                | ZAF -                                |                                      | 0    | NS   |